# جایزه بزرگ هلند ۱۹۶۵
جایزه بزرگ هلند ۱۹۶۵ (انگلیسی: ‎1965 Dutch Grand Prix‎) یک مسابقهٔ موتوری در رشتهٔ اتومبیل‌رانی فرمول یک بود که در تاریخ ۱۸ ژوئیهٔ ۱۹۶۵ در پیست زاندفورت واقع در زاندفورت، هلند برگزار شد. این گراند پری در میان ۱۰ گراند پری در فصل ۱۹۶۵، مسابقهٔ شمارهٔ ۶ بود.
در این مسابقه که در ۸۰ دور و به مسافت ۳۳۵٫۴۴۰ کیلومتر (۲۰۸٫۴۳۳ مایل) برگزار شد، پول پوزیشن توسط گراهام هیل کسب شد و سریع‌ترین زمان برای طی یک دور پیست که برابر با ۱:۳۰٫۶ بود نیز توسط جیم کلارک به ثبت رسید.
جیم کلارک از تیم لوتوس-کلیمکس، جکی استوارت از تیم بی‌آرام و دن گرنی از تیم برابام-کلیمکس به‌ترتیب مقام‌های اول تا سوم مسابقه را کسب کردند.

## رده‌بندی قهرمانی پس از مسابقه
|       | جایگاه | راننده      | امتیاز |
| ----- | ------ | ----------- | ------ |
|       | ۱      | جیم کلارک   | ۴۵     |
|       | ۲      | گراهام هیل  | ۲۶     |
|       | ۳      | جکی استوارت | ۲۵     |
|       | ۴      | جان سرتیز   | ۱۷     |
|       | ۵      | بروس مک‌لارن | ۸      |
| منبع: |        |             |        |

|       | جایگاه | سازنده        | امتیاز |
| ----- | ------ | ------------- | ------ |
|       | ۱      | لوتوس-کلیمکس  | ۴۵     |
|       | ۲      | بی‌آرام        | ۳۷     |
|       | ۳      | فراری         | ۲۰     |
| ۱     | ۴      | برابام-کلیمکس | ۱۱     |
| ۱     | ۵      | کوپر-کلیمکس   | ۸      |
| منبع: |        |               |        |

یادداشت
- تنها پنج جایگاه نخست از هر رده‌بندی نمایش داده شده‌است.